# Мемоар на Централния комитет на ВМОРО (1913)
„Мемоарът на Централния комитет на ВМОРО“ е документ, изпратен от Централния комитет на Вътрешната македоно-одринска революционна организация, по време на Балканската война през януари 1913 година до министър-председателя на Царство България Иван Евстратиев Гешов, целящ да повлияе българската политика и да не позволи разпокъсване на Македония между съюзните на България Сърбия и Гърция. Мемоарът следва изпратения през декември 1912 година мемоар до цар Фердинанд I Български.

## История

### Публикация
Мемоарът е публикуван за пръв път от Любомир Милетич в 1929 година в „Документи за противобългарските действия на сръбските и на гръцките власти в Македония през 1912-1913 година“.